# فیلیپ لوتار مایرینگ
فیلیپ لوتار مایرینگ (آلمانی: Philipp Lothar Mayring؛ ۱۹ سپتامبر ۱۸۷۹ – ۶ ژوئیهٔ ۱۹۴۸) بازیگر، کارگردان فیلم و فیلم‌نامه‌نویس اهل آلمان بود.
از فیلم‌هایی که وی در آن‌ها نقش داشته‌است، می‌توان به مواد مخدر، سپاسگزار، بانو، ترانه مادر و اگر موسیقی نبود اشاره نمود.